# کاسا روزا (آریزونا)
کاسا روزا (به انگلیسی: Casa Rosa) یک منطقهٔ مسکونی در ایالات متحده آمریکا است که در آریزونا واقع شده‌است. کاسا روزا ۵۵۴ متر بالاتر از سطح دریا واقع شده‌است.